# Outstanding Artist Award für Film
Der Outstanding Artist Award für Film gehört zu den Staatspreisen der Republik Österreich, wird seit 2010 jährlich vom Bundesministerium für Unterricht, Kunst und Kultur vergeben und ist derzeit mit 10.000 € dotiert.
Der Preis wird für außergewöhnliche Arbeiten junger Filmemacher verliehen. Er ersetzt den von 1979 bis 2009 bestehenden und zuletzt mit 7.300 € dotierten Österreichischen Förderungspreis für Filmkunst. Daneben wird seit 2010 der Österreichische Kunstpreis für Film vergeben, der den bis 2009 bestehenden Österreichischen Würdigungspreis für Film ersetzt.

## Outstanding Artist Award für Film
- 2010: Michaela Grill (Experimentalfilm), Anja Salomonowitz (Dokumentarfilm)
- 2011: Tina Leisch (Dokumentarfilm), Lotte Schreiber (Experimentalfilm)
- 2012: Katharina Copony (Dokumentarfilm), Michael Palm (Experimentalfilm)
- 2013: Andreas Horvath (Dokumentarfilm), Gabriele Mathes (Experimentalfilm)[2]
- 2014: Ivette Löcker (Dokumentarfilm), Johannes Hammel (Experimentalfilm)[3]
- 2015: Ascan Breuer (Dokumentarfilm), Johann Lurf (Experimentalfilm)[4]
- 2016: Klaus Händl (Spielfilm), Susanne Jirkuff (Experimentalfilm)[5]
- 2017: Monika Willi, Sudabeh Mortezai[6]
- 2018: Daniel Hoesl (Film), Katrina Daschner (Experimentalfilm)[7]
- 2019: Ruth Kaaserer und Hannes Böck[8]
- 2020: Sandra Wollner (Dokumentarfilm), Antoinette Zwirchmayr (Experimentalfilm)[9]
- 2021: Constanze Ruhm (Spiel- und Dokumentarfilm), Jan Soldat (Experimentalfilm)[10]
- 2022: Ella Raidel (Spiel- und Dokumentarfilm), Johannes Gierlinger (Experimentalfilm)[11]
- 2023: Jolanta Wieczorek (Spiel- und Dokumentarfilm), Anna Vasof (Experimentalfilm)[12]
- 2024: Selma Doborac (Dokumentarischer Essayfilm), Mo Harawe (Spielfilm)[13]
- 2025: Olga Kosanović (Dokumentarfilm), Sasha Pirker (Experimentalfilm)[14][15]

## Österreichischer Förderungspreis für Filmkunst
- 1979: Wilhelm Pellert
- 1980: Johannes Fabrick
- 1981: Nikolaus Leytner
- 1982: Andrea Gruber
- 1983: Maria Knilli
- 1984: Wolfram Paulus
- 1985: Hubert Sielecki
- 1986: Dietmar Brehm
- 1987: Erhard Riedlsperger
- 1988: Lisl Ponger
- 1989: Peter Tscherkassky
- 1990: Mara Mattuschka
- 1991: Henriette Fischer, Wolfgang Murnberger
- 1992: Goran Rebic
- 1993: Gerhard Ertl, Johannes Holzhausen
- 1994: Franz Xaver Challupner
- 1995: Florian Flicker
- 1996: Leopold Lummerstorfer
- 1997: Nana Swiczinsky
- 1998: Barbara Albert, Fridolin Schönwiese
- 1999: Elke Groen, Kris Krikellis
- 2000: Jessica Hausner, Christine A. Maier
- 2001: Valeska Grisebach, Kathrin Resetarits
- 2002: Sabine Derflinger, Siegfried A. Fruhauf
- 2003: Ruth Mader, Norbert Pfaffenbichler
- 2004: Joerg Burger, Josef Dabernig
- 2005: (keine Vergabe)
- 2006: (keine Vergabe)
- 2007: Tizza Covi, Rainer Frimmel, Michaela Schwentner
- 2008: Martina Kudláček (Dokumentarfilm), Dariusz Krzeczek (Experimentalfilm)
- 2009: Billy Roisz (Experimentalfilm), Peter Schreiner (Dokumentarfilm)